# Nova Radcea, Narodîci
Nova Radcea (în ucraineană Нова Радча) este un sat în comuna Radcea din raionul Narodîci, regiunea Jîtomîr, Ucraina.

## Demografie
Componența lingvistică a localității Nova Radcea
     Ucraineană (96%)
     Rusă (3,33%)
     Alte limbi (0,67%)
Conform recensământului din 2001, majoritatea populației localității Nova Radcea era vorbitoare de ucraineană (96%), existând în minoritate și vorbitori de rusă (3,33%).